# Scoubidou
Pour les articles homonymes, voir Scoubidou (homonymie).

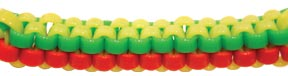
Un scoubidou coloré à 4 brins.

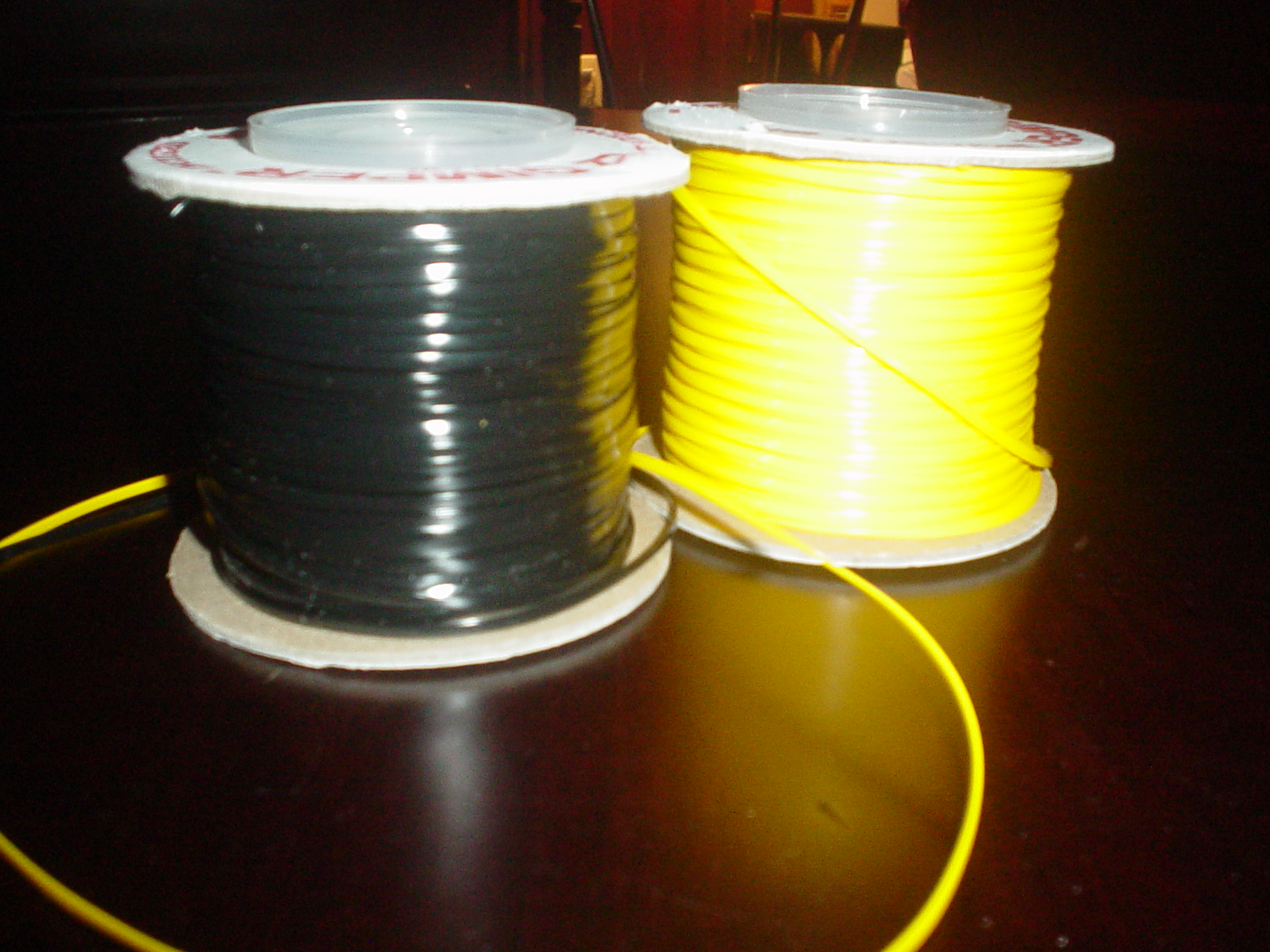
Rouleaux de plastique pour scoubidou.

Le scoubidou est un loisir créatif qui apparaît en France en 1958, et connaît un important gain de popularité dans les années 1980.  

## Principe
À l'aide de tuyaux en plastique souple de section millimétrique, sont tressés à la main des boudins colorés – carrés ou polygonaux, droits ou torsadés – qui peuvent être utilisés comme bracelets ou porte-clefs. Il est possible de faire d'autres scoubidous plus complexes (triangulés, en croix…) voire des personnages, objets ou animaux selon l'imagination et la dextérité du créateur. 

## Histoire

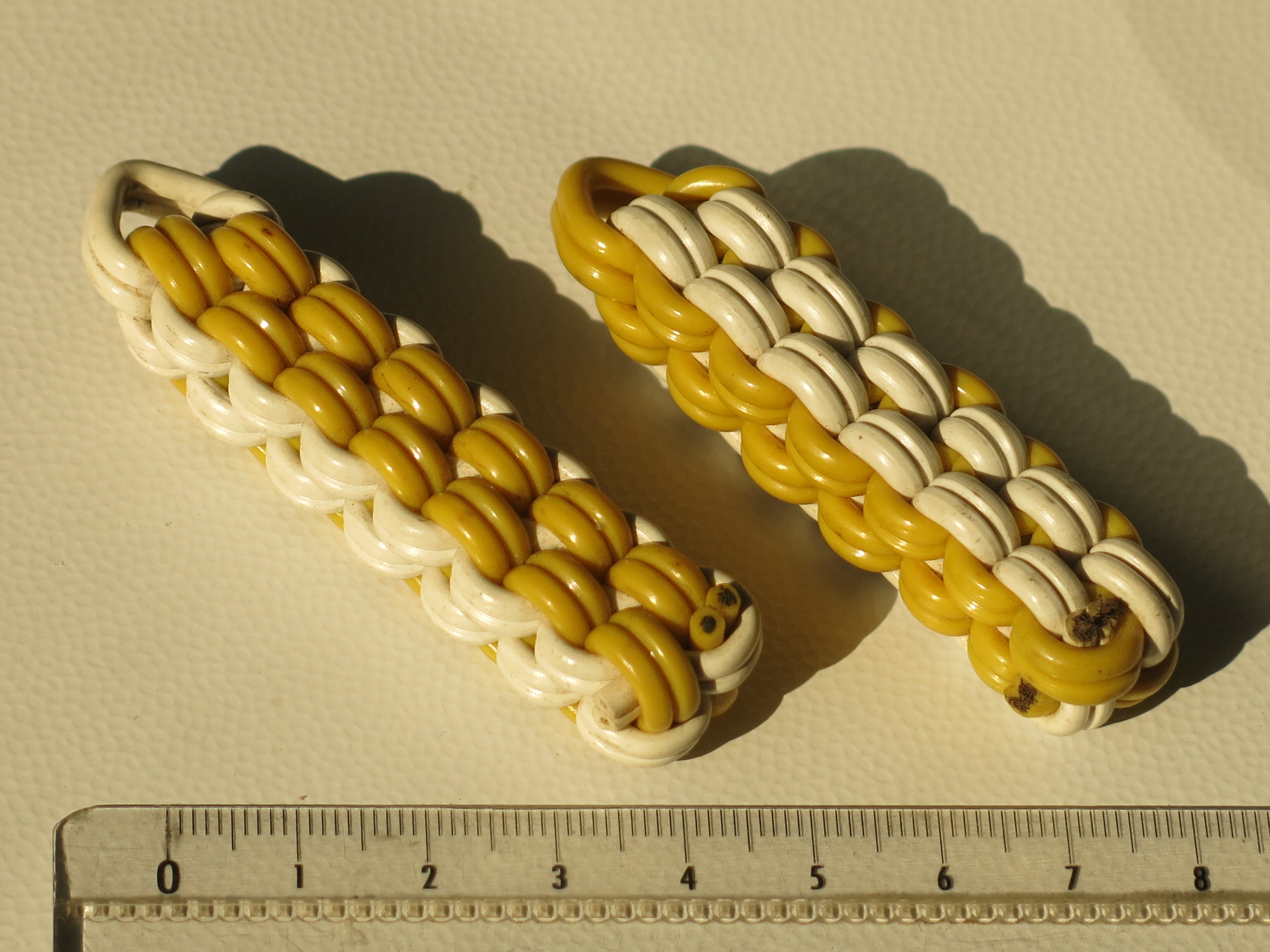
Deux scoubidous de 1965.

Plusieurs inventeurs revendiquent la paternité, de cet objet composé de plusieurs fils multicolores tressés. L'origine de la tresse à quatre fils est ancestrale, particulièrement dans la marine à voile, mais la nouveauté fut de réaliser cette tresse avec la matière plastique colorée qui isole les fils électriques qui arrive sur le marché à Paris en 1958 ; auparavant l'isolant est en caoutchouc gainé de tissu coloré.    
Lorsqu’il fait son apparition dans les cours de récréation, il n'a pas encore de nom, or en 1959, Sacha Distel connaît un grand succès avec son tube Scoubidou (reprise de Apples, Peaches and Cherries), inspiré du scat « shoo-bee-doo-be-doo ». Tout naturellement, les gens prennent l'habitude d'appeler ce drôle d'objet « un scoubidou ».   
Le scoubidou est évoqué dans le 62e des 480 souvenirs cités par Georges Perec dans Je me souviens.

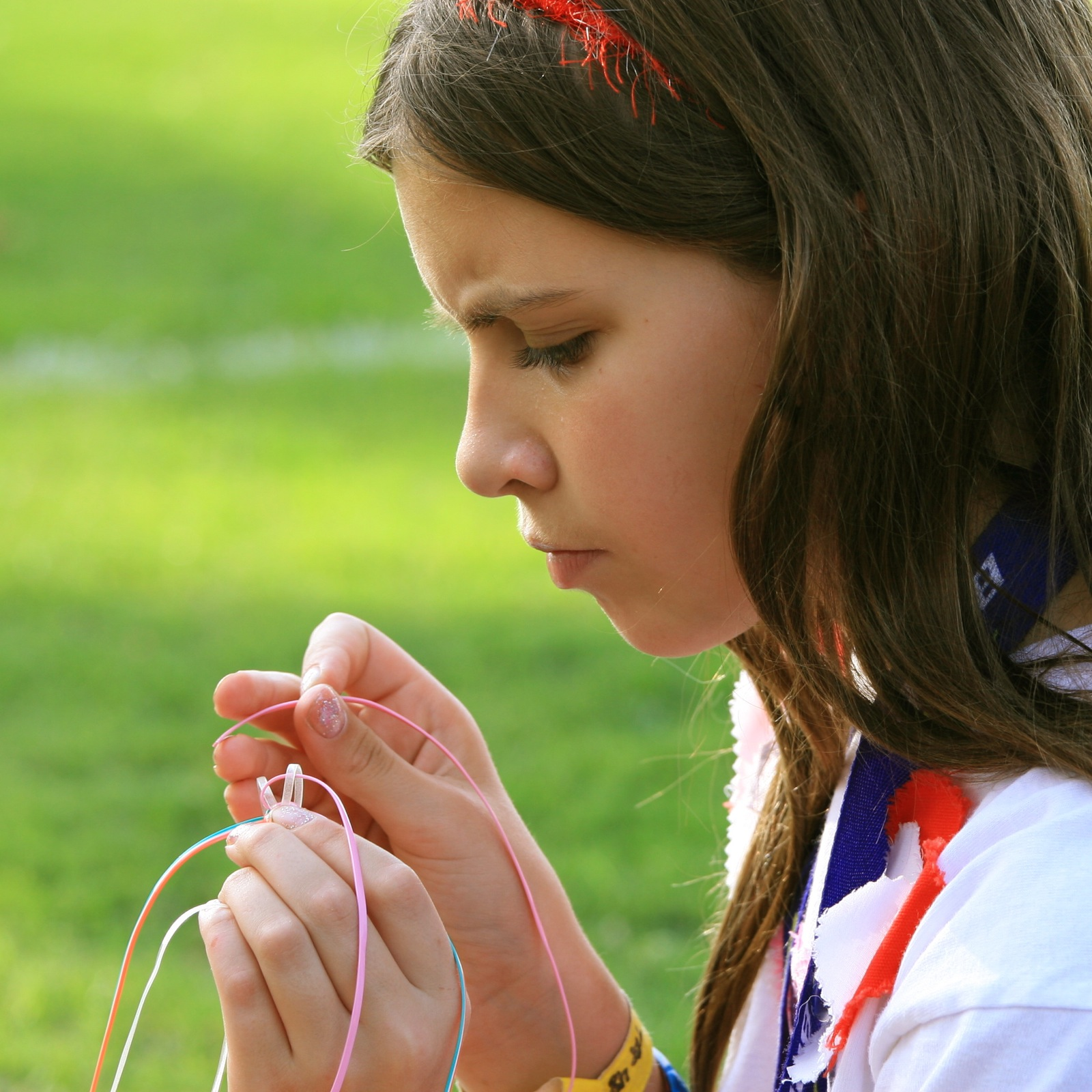
Jeune fille faisant un scoubidou.